# 차표
차표(車票)는 버스, 기차, 배 등을 타기 위해 사는 표다.

## 대한민국

### 철도

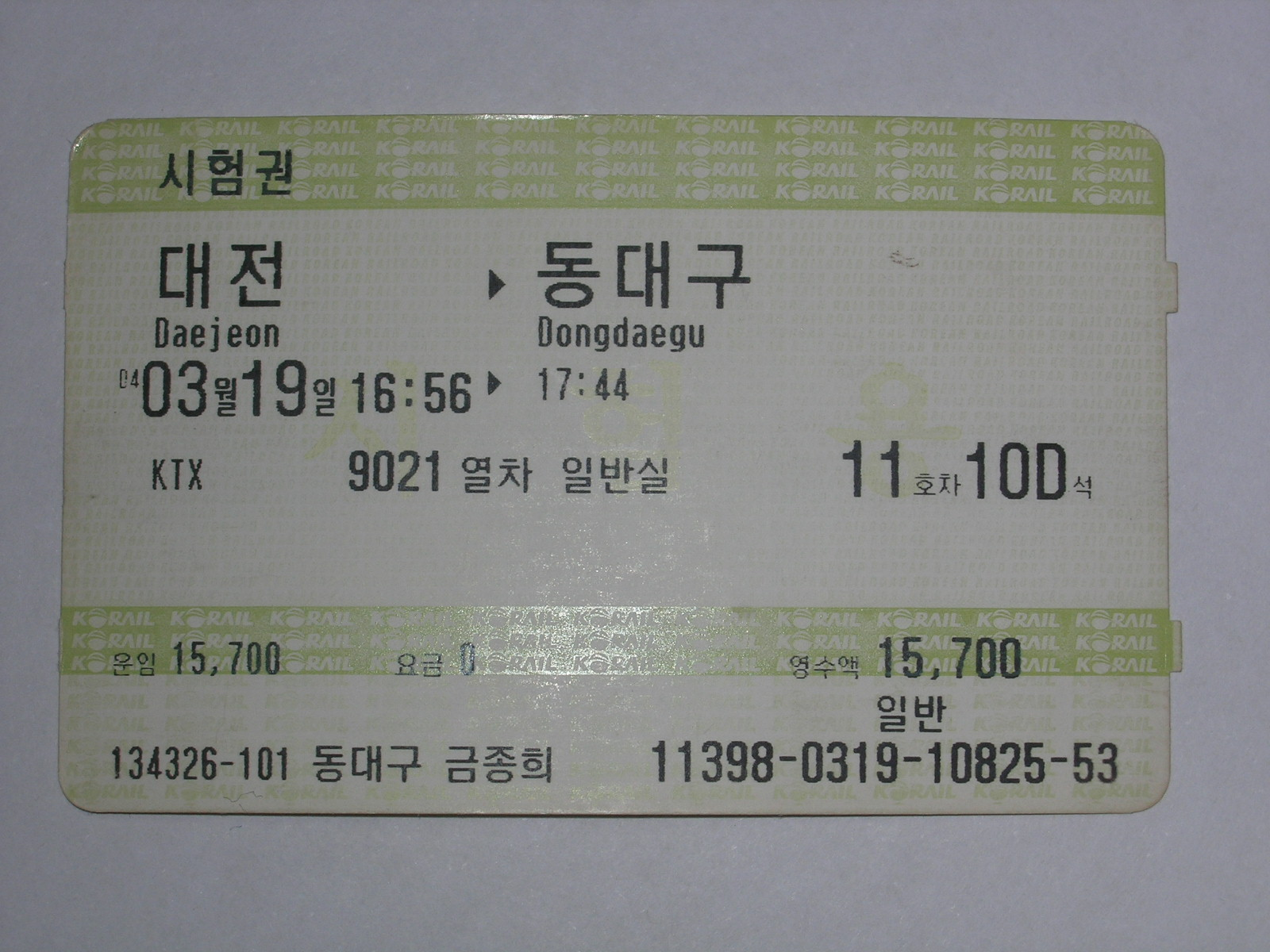
KTX의 승차권. 승차권자동발매기에서 사용하는 형식의 티켓이다.

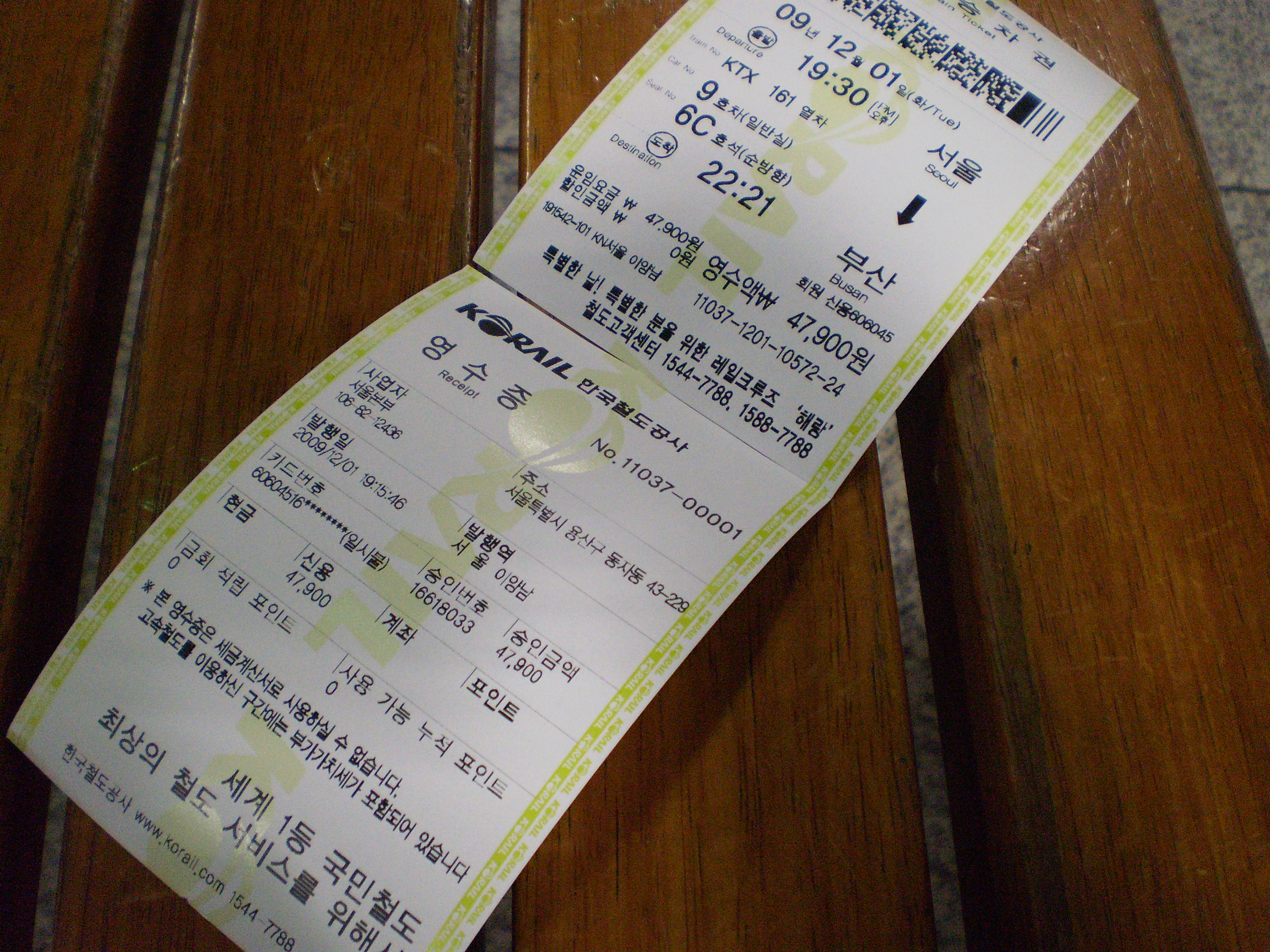
KTX의 승차권. 승차권 아래에 있는 것은 영수증이다. 유인 창구 및 신형 태블릿 발매기에서 사용하는 형식의 티켓이다.

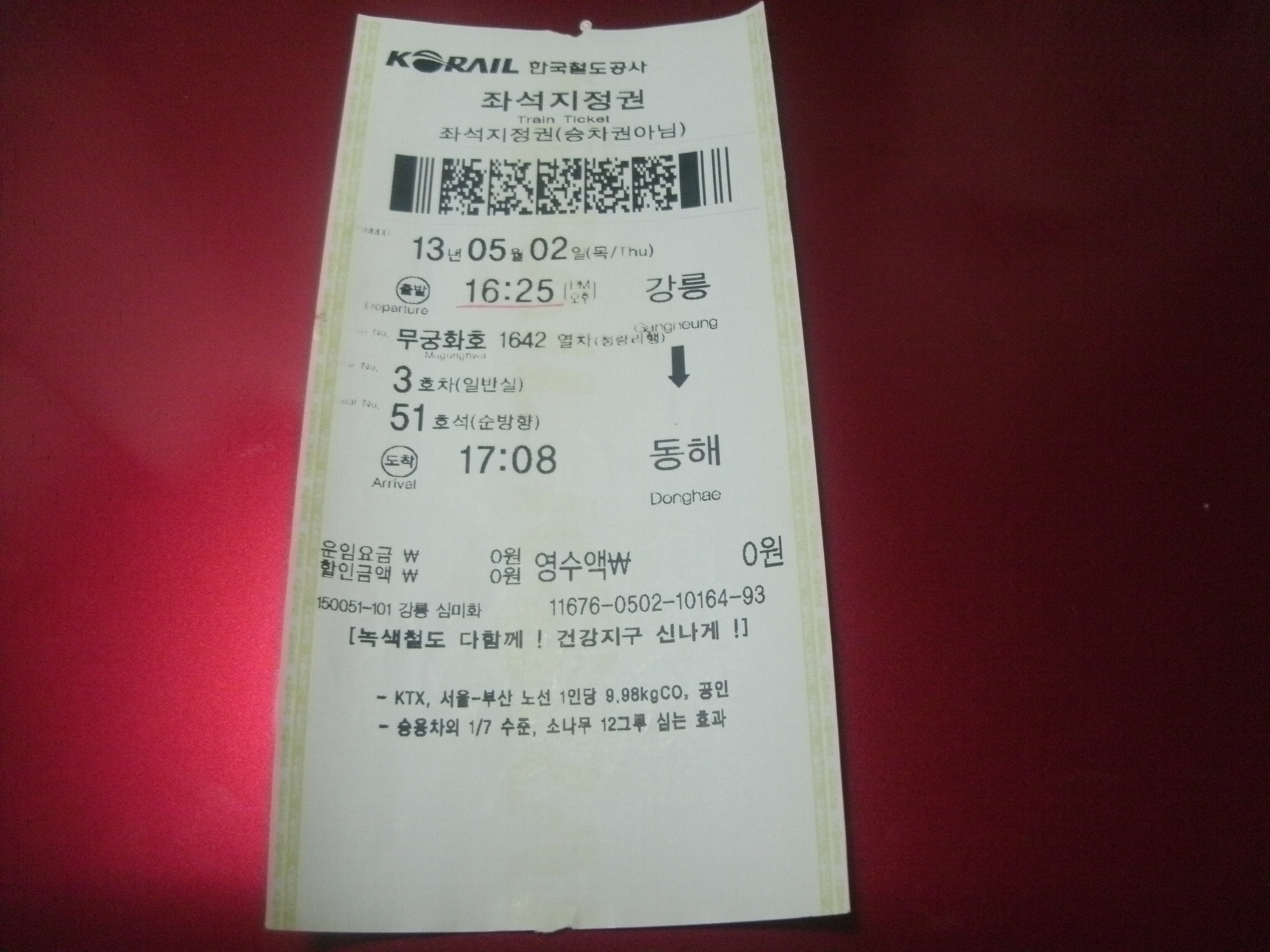
무궁화호의 좌석 지정권. KR 패스 사용 시에 좌석 지정을 위해 발권되는 티켓이다.

한국철도공사(코레일)의 경우, 유인 창구 및 신형 태블릿 발매기에서 발권되는 승차권은 영수증과 같은 소재를 채용하고 있으며, 승차권자동발매기에서 발권되는 승차권은 마그네틱 선이 포함되어 있는 MS형 승차권을 채용하고 있다.
한국철도공사의 모바일 어플리케이션인 코레일톡에서 구입할 경우 모바일 티켓으로 발권할 수 있다. (통근열차 승차권과 단체 승차권은 제외) 레츠코레일에서 구입한 승차권은 인쇄하여 홈 티켓으로 발권할 수 있다.
승차권은 열차 출발 1개월 전 날의 아침 7시부터 열차 출발 20분 전까지(단, 코레일톡은 열차 출발 전까지) 구입할 수 있다.
SR도 한국철도공사와 같은 방식을 사용하며, 수서역, 동탄역, 평택지제역 등을 제외한 역에서는 한국철도공사에게 매표 업무를 위탁하고 있다.

### 시외버스 • 고속버스

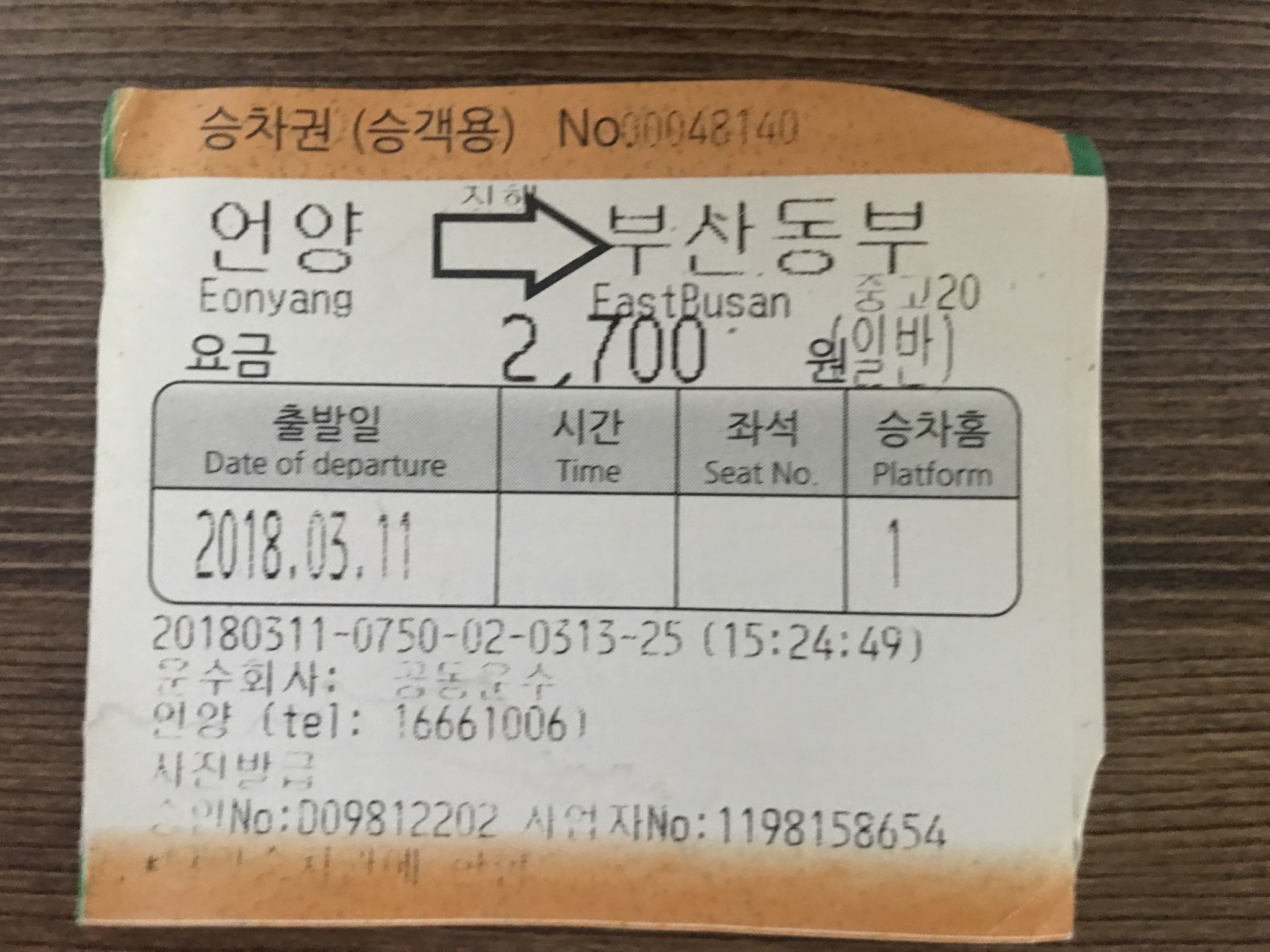
시외버스의 승차권.

일반적으로 종이 형태이며, 담당 직원이 회수하는 부분과 승객이 가지는 부분으로 나뉘어 있다.

### 시내버스
일반적으로 대한민국의 시내버스는 별도의 승차권이 존재하지 않으며, 승차할 때에 운임을 현금으로 지불하거나 교통카드를 단말기에 터치하는 방식이다. (거리비례제 요금이 적용되는 일부 노선은 교통카드 터치 이전에 운전사에게 목적지를 말해야 한다.)
터미널에서 발착하는 일부 노선은 승차권을 구입하여야 하는 경우가 있다.

## 일본

### 철도
일본의 철도에서 "승차권"(일본어: 乗車券:じょうしゃけん 죠샤켄[*])은 보통열차의 보통칸 자유석을 이용하는 운임만을 의미하며, 급행열차와 특별 차량을 이용하기 위해 이 승차권에 추가로 특별급행권(특급권), 급행권, 그린권, 침대권 등의 특별차실권(일명 "요금권")과는 구분된다. JR에서는 여객영업제도 상으로 승차권과 특별차실권의 총칭을 "승차권류"(乗車券類)라고 규정하고 있지만(입장권은 승차권류에 포함되지 않음), 일반적으로는 티켓이라는 의미의 "깃푸"(切符)라고 불린다(JR의 영업 안내 상으로는 히라가나로 쓴 きっぷ라는 표현을 사용한다).
일본국유철도(국철, 현재는 존재하지 않음)에서는 설립된 1872년부터 1969년까지는 장거리 페리나 국제선 항공기처럼 등석제(1960년까지는 1/2/3등제, 이후 1969년까지는 1/2등제)를 시행하였었으며, 운임과 특급 • 급행 요금 자체에 좌석별로 차이가 있었다.
최근에는 시골 지역의 보통열차에 원맨열차(ワンマン列車)가 많아지고 있다. 원맨열차는 일본의 시내버스처럼 승차할 때에 정리권을 뽑아서 하차할 때에 전면의 전광판에서 본인이 뽑은 정리권의 번호를 찾아서, 그 번호에 설정되어 있는 운임을 현찰로 직접 운임함에 넣는 방식이다. 이에 따라 승차권을 사용하지 않게 된 경우도 있다. 원맨열차는 1971년에 히타치 전철(2005년에 해당 노선은 폐선됨)에서 최초로 도입하였으며, 현재는 JR 등 여러 철도 사업자들이 도입하고 있다.
승차권의 크기는 철도 사업자들마다 차이가 있으나, 보통은 아래 5종류로 나뉜다.

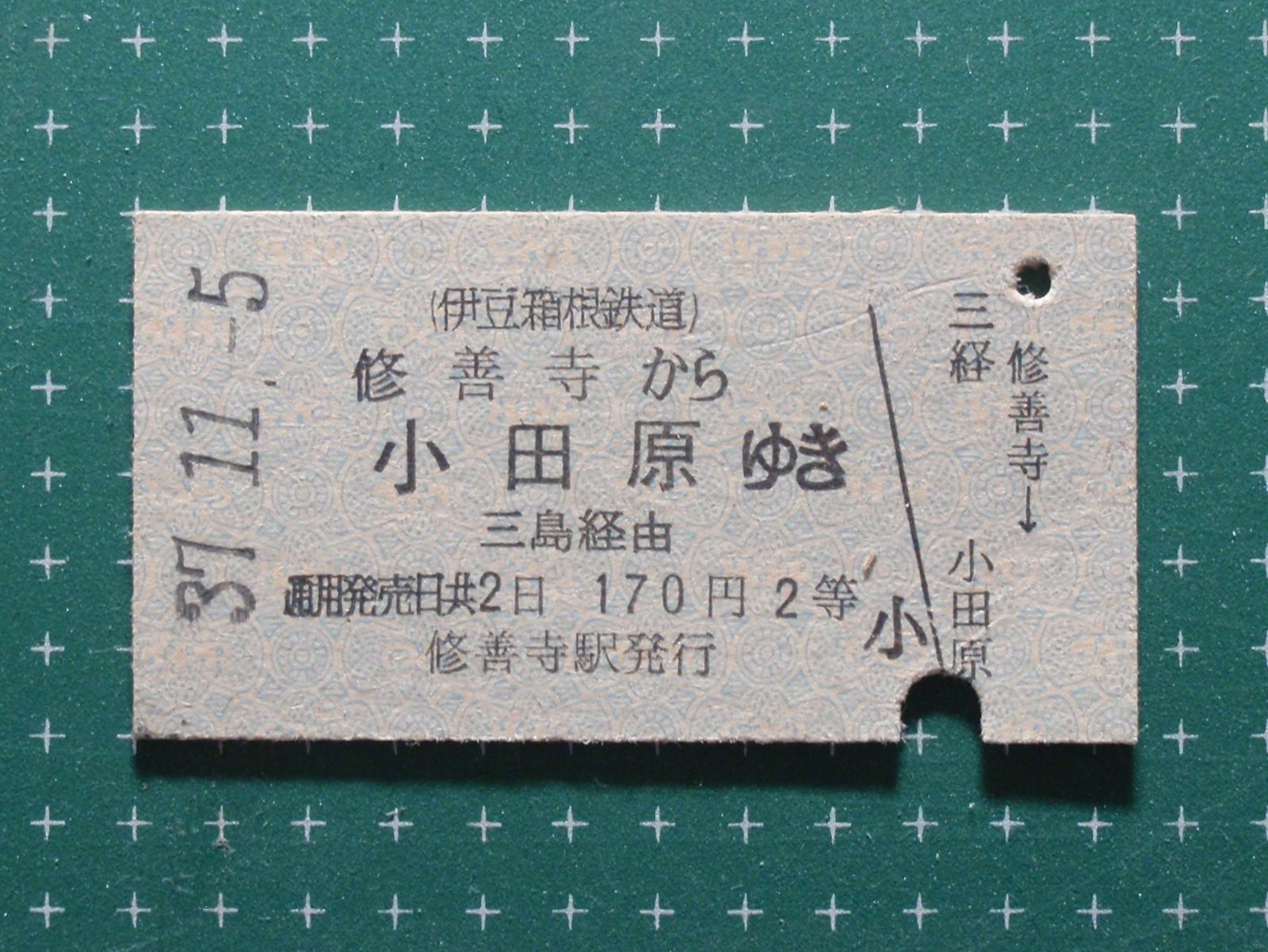
"A형권" (3cm×5.75cm)

- 3cm × 5.75cm
토마스 에드먼슨이 경권(硬券)을 개발할 때에 채용한 사이즈(1 3/16 in × 2 1/4 in)[4]의 승차권으로, "A형권"(A形券), "에드먼슨권"(エドモンソン券)이라고도 불린다. 일본 철도 승차권에서 가장 많이 쓰이는 규격으로, 지금도 자동발매기 등에서 많이 사용되는 규격이다.

- 2.5cm × 5.75cm

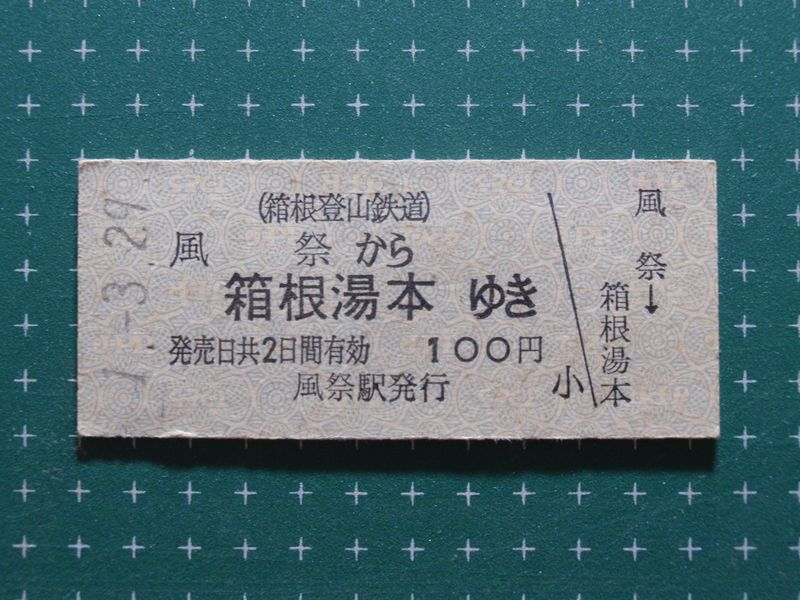
"B형권" (2.5cm×5.75cm)

- 2차 세계대전 이전에 용지 절약을 위해 사용되었다. "B형권"(B形券)이라고도 불리며, 현재는 많은 사철에서 승차권이나 입장권(둘 다 경권인 경우 한정) 등에 사용하고 있다.

- 6cm × 8.75cm

- "C형권"(C形券)이라고도 불린다. 예전에는 특급권과 침대권을 한 장으로 한 티켓에 사용되었으나, 현재는 일부 사철에서만 사용된다.

- 3cm × 8.75cm

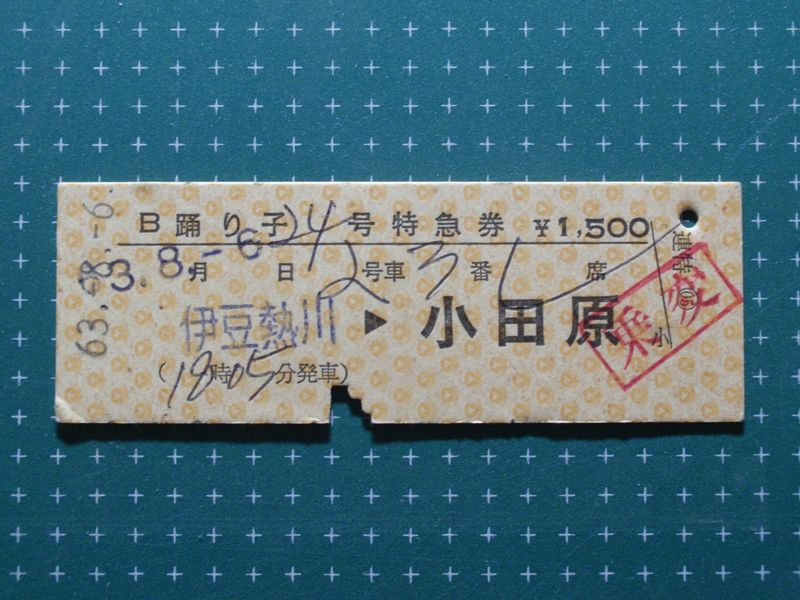
"D형권" (3cm×8.75cm)
지정석 승차권의 사진이지만, 크기는 동일하다.

- "D형권"(D形券)이라고도 불리며, 현재는 일부 사철에서의 왕복 승차권, 기념 승차권 • 입장권 등에 쓰인다. 1960년대 ~ 1970년대에는 좌석 지정권, 침대권 등에도 사용되었었다.

- 5.75cm × 8.75cm

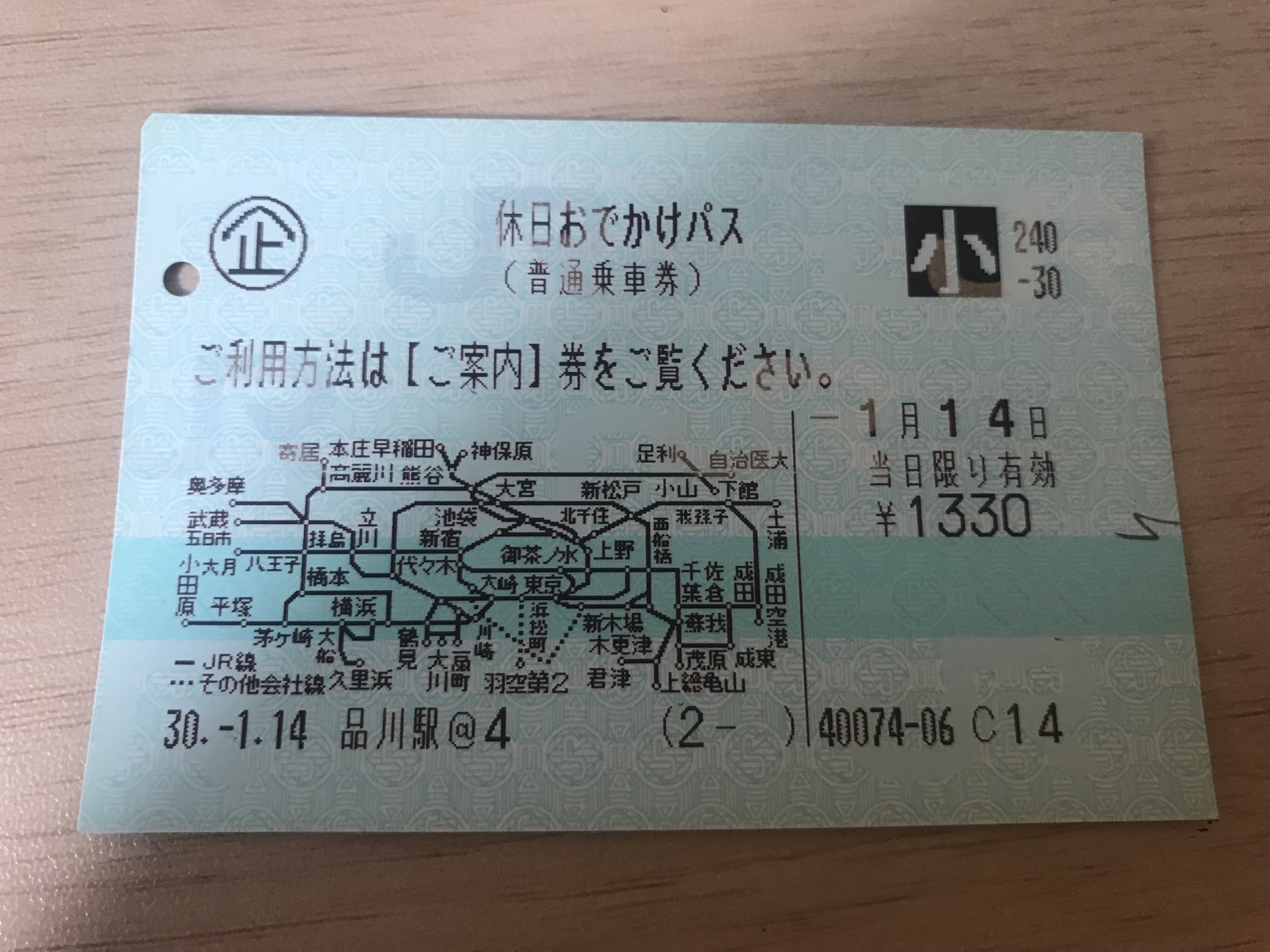
5.75cm × 8.75cm 규격의 승차권
사진은 크기가 같은 특이지정공통권제4종.

- 일반적으로 정기 승차권에 사용되는 규격으로, JR에서는 "특이지정공통권제6종"(特殊指定共通券第6種)이라고 규정하고 있다. 또한 MARS(마르스) 단말기에서 발권되는 승차권류(일명 "마르스권") 중 작은 규격의 티켓(특이지정공통권제4종(特殊指定共通券第4種)이라고 규정되어 있다)도 이 티켓과 크기가 같다.

- 5.75cm × 12cm

- 마르스권 중 큰 규격의 티켓으로, "특이지정공통권제5종"(特殊指定共通券第5種)이라고 규정되어 있다. 청춘 18 티켓 등의 일부 기획 승차권이나 침대권 등에 사용된다.

상기 이외에도 일본국유철도, JR에는 용도에 따른 다양한 규격의 티켓이 규정되어 있지만, 폐지 등으로 특이지정공통권제4~6종에 집약되어, 현재는 거의 보이지 않는다. 이외에도 각 철도 기업이 발매하는 기념 승차권류에는 다양한 크기, 형태의 티켓들이 있다.

## 같이 보기
- 항공권